# Ferdinand Karsch
Ferdinand Karsch o Ferdinand Karsch-Haack (Munster, 2 de setembre de 1853 - Berlín, 20 de desembre de 1936) fou un aracnòleg, entomòleg i antropòleg alemany.

## Vida
Karsch va néixer el 2 de setembre de 1853 a Munster, fill del professor d'escola superior i entomòleg Anton Karsch. Després de l'escola a Munster, va estudiar entomologia com el seu pare i es va doctorar a la universitat de Berlín (l'actual Universitat Humboldt de Berlín). Posteriorment, va treballar en el Museu d'Història Natural de Berlín com a assistent. Després d'aconseguir la càtedra l'any 1881, Karsch va aconseguir un treball en la Landwirtschaftliche Hochschule Berlin. Va publicar un catàleg d'aranyes de Westfàlia i va treballar com a editor de les revistes científiques Berliner Entomologische Nachrichten i Entomologischen Zeitschrift.
A més del seu treball com entomòleg, Karsch va escriure molts articles sobre l'homosexualitat en els animals, que inicialment va publicar a la revista Jahrbuch für sexuelle Zwischenstufen de Magnus Hirschfeld. L'any 1900, amb l'article Päderastie und Tribadie bei den Tieren («Pederàstia i tribadisme en els animals») va tractar per primera vegada de manera científica l'existència de l'homosexualitat en la fauna. Li van seguir altres articles, entre ells la biografia Beurteilung angeblicher oder wirklicher Uranier («Avaluació dels uranis presumptes o autèntics»), Das gleichgeschlechtliche Leben der Kulturvölker - Ostasiaten: Chinesen, Japaner, Koreaner («La vida homosexual de les cultures de l'Àsia Oriental: xinesos, japonesos, coreans») a l'any 1906, Das gleichgeschlechtliche Leben der Naturvölker («La vida homosexual als pobles indígenes») l'any 1911, Die Homoerotik bei Paul Heyse («El homoerotisme a Paul Heyse») l'any 1914 i Erotische Grossstadtbilder als Kulturphänomene («Escenes eròtiques en la gran ciutat com a fenomen cultural») l'any 1926.
Juntament amb René Stelter va publicar els anys 1922 i 1923 dotze edicions de la revista Uranos. Blätter für ungeschmälertes Menschentum. Für eigene Weltdeutung ! Für fruchttragende Lebenshaltung ! Für erfüllte Gesellschaft ! («Uranos. Fulles per a una humanitat íntegra. Per una interpretació pròpia del món! Per una actitud vital fructífera! Per una societat plena!»).
L'any 1915 va deixar el seu treball com a docent de la Landwirtschaftlichen Hochschule de Berlín amb 62 anys. Posteriorment, Karsch va viure la seva homosexualitat de manera oberta a Berlín. Va morir l'any 1936 a causa d'una pleuritis.